# 歐德維 (密蘇里州)
歐德維（英語：Eaudevie）是位於美國密蘇里州克里斯蒂安縣的鬼鎮。

## 歷史
歐德維的郵局於1880年設立，其後於1930年停運。

## 地理
歐德維所處的海拔為高於海平面374米（即1227英呎），而該地所採用的時區為UTC-6，即北美中部時區（CST）。同時該地設有夏令時間，為UTC-6調快一小時，即UTC-5（CDT）。